# Navarroaragonés
El navarroaragonés era una lengua romance hablada en el valle del Ebro durante la Edad Media, del cual desciende directamente el actual idioma aragonés y del que quedan rasgos en diverso grado, principalmente en el castellano hablado en La Rioja, Aragón y Navarra.
Tiene su origen en el latín vulgar, con un posible sustrato vasco. La lengua recibe, para su período medieval, la denominación entre los lingüistas actuales de navarroaragonés, por abarcar los romances afines aragonés y navarro, así como el riojano precastellano. A veces es clasificada esta lengua en el grupo pirenaico-mozárabe.

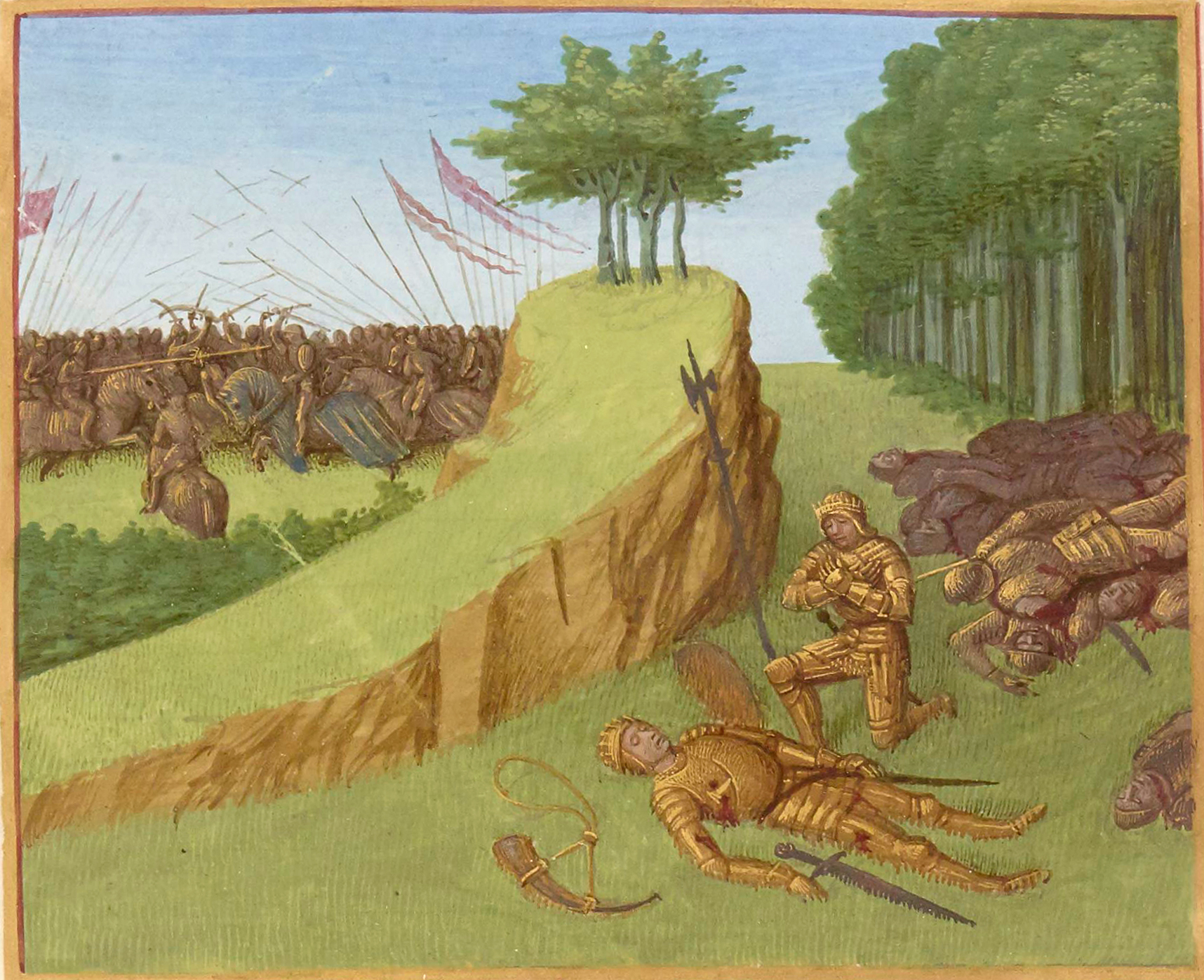
Batalla de Roncesvalles en 778. Muerte de Roldán, en las Grandes Crónicas de Francia, ilustradas por Jean Fouquet, Tours, hacia 1455-1460, BNF.

## Historia

### El origen
La expansión del Reino de Navarra sobre tierras musulmanas y cristianas, con la consiguiente repoblación con cristianos del Reino de Navarra, llevaría consigo el idioma por todo el territorio conquistado. [cita requerida] La anexión por Navarra de los condados aragoneses supuso una importante influencia de la lengua navarroaragonesa sobre los territorios posteriores de la Corona de Aragón. [cita requerida] El documento más antiguo que puede considerarse de lengua navarro-aragonesa es las Glosas Emilianenses, procedentes del Monasterio de San Millán de la Cogolla (La Rioja).
El navarroaragonés abarca la evolución del latín vulgar en la zona comprendida entre la Rioja Alta y la Ribagorza, región próxima al área de lengua vasca, lo que hace suponer influencia de esa lengua. El Sobrarbe tuvo una lengua romance, que no diptongaba, tal como se puede ver en un documento del siglo XI, en los Orígenes del Español de Ramón Menéndez Pidal. 
La existencia de unos ceretanos occidentales en el Pirineo medio se comprueba en las fuentes islámicas de los siglos VIII-IX; en esa época existían aún como pueblo diferenciado, según Guillermo Fatás[cita requerida] en Ibn Hayyan, Muqtabas y Al-Udri, Tarsi. En ellas se encuentran referencias a la tierra de los certaniyyin o sirtaniyyin, es decir, los habitantes de la tierra certana. El lugar se localiza cuando las mismas fuentes hablan del río Gállego que nace en las montañas de dichas tierras.
Por otro lado, la Chanson de Roland, cuando refiere el conocido episodio de Carlomagno, nos permite deducir cómo las tropas musulmanas que salen a su encuentro, lo hacen siguiendo la calzada romana de Zaragoza a Bearn, que atravesaba la tierra certana y los puertos de Siresa.
Dentro de los elementos prerromanos, el componente celta del actual idioma aragonés es significativo y en ocasiones se remonta al celta de la Galia en vez de al celtíbero: bruco (brezo), arañón (endrino), artica (tierra limpia), borda (cuadra), garmo (pradera en la montaña), garra (pierna).[cita requerida]

### La expansión medieval

Los reinos de taifas en 1031.

Con la conquista de la Taifa de Zaragoza, se cree que el navarroaragonés se extendió hacia el sur comprendiendo la práctica totalidad de las hoy provincias de Zaragoza y Teruel, así como áreas interiores de las provincias de Castellón y Valencia. Por otro lado, es probable que el romance hablado en estas áreas ya fuera muy similar al navarroaragonés antes de la conquista.

## Algunos aspectos históricos

### La variedad riojana en las Glosas Emilianenses
Algunos estudiosos afirman que las Glosas Emilianenses de San Millán de la Cogolla no están escritas en castellano sino en navarroaragonés, en su variedad riojana; La Rioja no era parte del reino de Castilla durante el siglo X, en que se cree que fueron escritas las glosas emilianenses, sino que fue incorporada a este reino en el siglo XI, cuando podría haber comenzado su castellanización. Las Glosas Emilianenses mostrarían algunas evoluciones fonéticas propias del navarroaragonés, y no del castellano, como en estas palabras: lueco (luego), get (es, actual aragonés ye), plicare (llegar), feito (hecho).

### La convivencia con las lenguas eusquéricas en Navarra
En el centro, sur y este de Navarra se habló romance navarro durante toda la Edad Media, alternando con el euskera y con el occitano llegado del otro lado del Pirineo. Como ejemplo se puede citar un pueblo en Navarra de nombre navarroaragonés, Pueyo, que en castellano habría dado Poyo, como derivado de Podium. A su vez, la palabra Javier es una castellanización del vasco Xabier, que en aragonés dio Xabierre y luego Chabierre.

### La supervivencia del navarroaragonés en el Alto Aragón
En el siglo X, con el casamiento de Andregoto Galíndez con Sancho Garcés II se materializó la anexión al reino de Navarra del conjunto del Pirineo y Prepirineo aragonés: condados de Aragón, Sobrarbe y Ribagorza. 
Pese a la creencia de que el idioma aragonés, reducido a la zona pirenaica, se ha fragmentado recientemente, muchas de las diferencias actuales de pronunciación y de léxico entre la zona occidental y oriental en este territorio coinciden con las clasificaciones antiguas, como la de iacetanos e ilergetes de la antigüedad. [cita requerida] Por lo tanto, los dialectos actuales se habrían enmarcado en al menos dos áreas históricamente diferenciadas en el Pirineo central: una que gravita hacia Jaca (valles de Hecho y Ansó) y otra hacia la Ribagorza. [cita requerida] En la occidental dicen pro, baxo, almadía, a ormino, y en la oriental prou, baixo, nabata, asobén.

## Variedades del navarroaragonés

### Romance aragonés
El período mejor testimoniado del aragonés medieval comprende el período 1336-1387, en la que el trono fue ocupado por Pedro IV el Ceremonioso, que se preocupó mucho por los libros y la transmisión del saber. Bajo su auspicio se tradujeron libros históricos, y entre 1369 y 1372 se redactó primero en latín, y después se tradujo al catalán y el aragonés, la célebre Crónica de San Juan de la Peña, calificada por algunos autores como "la fuente narrativa más completa e importante de la historiografía medieval aragonesa". Juan Fernández de Heredia (h. 1310-1396), que llegó a Gran Maestre de la Orden del Hospital de Jerusalén y que fue muy influyente tanto en la Corona de Aragón como en los Estados Papales patrocinó la traducción de numerosas obras (Flor de las ystorias de Oriente, Libro de Marco Polo, La grant crónica de Espanya, Libro de fechos et conquistas del prinçipado de Morea o la Corónica de los conquiridores).
El cultivo literario del aragonés cae abruptamente en el siglo XV, cuando las obras literarias de Aragón escritas en romance se redactan casi exclusivamente en castellano como el Cancionero de Palacio (1440) y el Cancionero de Estúñiga (1460), que recogen versos de poetas vinculados a Alfonso el Magnánimo. En los siglos posteriores el aragonés solo es perceptible en aragonesismos incrustados en obras escritas en castellano. Por otra parte además de los textos literarios existen numerosos documentos y textos jurídicos que aportan datos informativos sobre el aragonés.

### Romance navarro
Los testimonios en navarro medieval son abundantes de forma que es el romance navarro la lengua que, a partir del siglo XIII y especialmente del XIV sería predominante en la corte y en la cancillería real. Del 1310 data una copia navarra del cantar de Roncesvalles. Del siglo XV data el Cancionero de Herberay des Essarts (1461-1464), compuesto en la corte de Leonor I de Navarra, aunque solo uno de los autores presentes en esa compilación, Carlos Arellano, era navarro. Más abundantes son las obras de contenido histórico, que frecuentemente aparecen ya muy castellanizadas, como la Crónica de 1405 de García López de Roncesvalles, la Crónica general de España de fray García de Eugui y algunas versiones bíblicas romanceadas. Una obra importante es la Crónica de los Reyes de Navarra de Carlos de Aragón, príncipe de Viana (1421-1461).
Debido a la escasez de textos históricos y literarios la principal fuente de información son los textos de carácter legal. Así los juramentos de Carlos II (1350) y Carlos III (1390) se hicieron en romance navarro (in ydiomate Navarre terre). Un fragmento del juramento del primero es:

Nos, Karlos, por la gracia de Dios rey de Navarra et conte d'Eureux, juramos a nuestro pueblo de Nauarra, es assaber, prelados, ricoshombres, cauailleros, hombres de buenas villas et a todo el pueblo de Navarra, todos lustros fueros, usos, costumbres, franquezas libertades [...] como los han de et jazen, que assí los manterremos et goardaremos [...] a eyllos et a lures sucessores [...] millorando et no perdonando en todo ni en partida

## Restos
Palabras que el español general ha tomado del navarroaragonés, con su correspondiente equivalente castellano actual, son: fajo (haz), faja (haza), pleito (plecho), sisallo (sisajo), chepa (giba) y boina. En zonas donde se habló aragonés hay muchos más restos léxicos, y esporádicamente podemos ver topónimos como el nombre Valdefierro, de un barrio de Zaragoza, lo cual tampoco es tan frecuente, ya que la mayoría de la toponimia romance en Zaragoza y Teruel, es mozárabe; de hecho tanto la palabra Zaragoza como Teruel son formas mozárabes. [cita requerida] Esta toponimia mozárabe fue poco modificada por la etapa en la que se habló aragonés, y luego frecuentemente los topónimos, fueran mozárabes o aragoneses, se castellanizaron. Muchos de los topónimos que acaban en -e actualmente como Castellote, Tauste, Caspe, Jarque, etc., carecían de e final cuando se hablaba aragonés.